# 437
Cette page concerne l'année 437  du calendrier julien. Pour l'année 437 av. J.-C., voir 437 av. J.-C. Pour le nombre 437, voir 437 (nombre).
L'année 437 est une année commune qui commence un vendredi.

## Événements

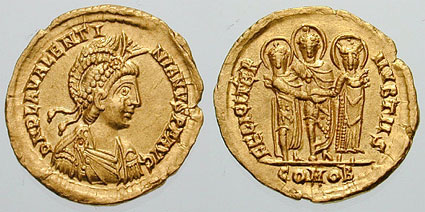
Solidus frappé à Thessalonique pour le mariage de Valentinien III avec Licinia Eudoxia, fille de Théodose II. Sur le revers, Théodose réunit les deux époux dans leurs habits de mariage.

- 1er janvier : début du consulat d'Aetius (II) et de Sigisvultus[1].
- 2 juillet : l'empereur d'Occident Valentinien III devient légalement majeur[2] ; la régente, sa mère Galla Placidia, continue à jouer un rôle important.
- 29 octobre, Constantinople : Valentinien III épouse Licinia Eudoxia dit Eudoxie la Jeune, la fille de Théodose II, l'empereur d'Orient[1].

- Les Wisigoths de Théodoric Ier assiègent Narbonne (fin 436). Litorius, avec l’aide des Huns, libère la ville au début de l’année, puis est envoyé par Aetius contre les Bagaudes qui sont vaincus et leurs chefs, dont Tibatto, capturés et exécutés ; il semble que Tibatto réussit à s'évader et à reprendre la révolte avant 448[3], si on en croit le rédacteur de la vie de saint Germain d'Auxerre.

- Automne : les Burgondes sont battus à Worms par les Huns mercenaires de l'empire romain. Le royaume burgonde du Rhin est anéanti[4].

## Naissances en 437
- Remi de Reims.

## Décès en 437
- 6 janvier : Rufius Antonius Agrypnius Volusianus (Volusien), grand dignitaire de l'empire romain.